# Клышко, Анатолий Константинович
Анато́лий Константи́нович Клы́шко (бел. Анато́ль Канстанці́навіч Клы́шка; 16 апреля 1935, Данейки, Новогрудское воеводство — 14 апреля 2021) — белорусский советский прозаик, журналист, критик, переводчик, педагог. Заслуженный работник культуры Республики Беларусь (1994). Член Союза писателей СССР (1960). Автор белорусского букваря (1969, 40 изданий). Брат белорусского филолога М. К. Клышко.

## Биография
Родился в крестьянской семье в деревне Данейки (ныне — в Барановичском районе Брестской области). Учился в Новогрудском педагогическом училище (1949—1952). Работал корректором в новогрудской городской газете «Звязда», ответственным секретарём редакции газеты «Физкультурник Белоруссии».
В 1958 году окончил филологический факультет Белорусского государственного университета. Являлся сотрудником белорусской газеты «Літаратура і мастацтва». С 1958 года — инструктор по делам печати ЦК ЛКСМБ.
С декабря 1958 года учился в аспирантуре при Институте литературы имени Янки Купалы Академии наук Белорусской ССР. С 1960 года — в редакции журнала «Полымя». С 1961 по 1963 годы — старший редактор сценарного отделения киностудии «Беларусьфильм», затем опять в журнале «Полымя» (литработник отдела критики, редактор отдела науки и искусства). С 1971 года — заведующий лабораторией обучения грамоте, затем — отделом обучения литературе Института педагогики Министерства просвещения Белорусской ССР. В 1981—1983 годах — заведующий редакцией издательства «Юнацтва», в 1986—1990 годах — заведующий отделом критики журнала «Полымя».

## Творчество
Дебютировал в 1950 году стихотворением в новогрудской газете. С 1953 года выступал с литературно-критическими статьями. В 1967 году вышла книга литературно-критических статей «Права на верш» (рус. «Право на стихотворение»). Исследовал проблемы развития белорусской поэзии, стихосложения, методики обучения и преподавания литературы в школе.

## Букварь
«Букварь» А. Клышки создан с учётом последних достижений психолого-педагогической науки. В нём практически реализовались принципы научения чтению и письму, которые возникали с закономерностью усвоения звукового аналитико-синтетического метода. Не оставляя без внимания то, что учить грамоте нужно на основе устного языка, близкого детям по лексике, грамматике, тематике, в букваре предлагается всевозможный материал. Ученикам постепенно подводились для осознания предложения или слова: сюжетные рисунки сопровождались надлежащим графическим обозначением. После аналитического выделения в слове определённого звука и знакомства с ним, с его литературным обозначением начинался синтез: объединение звуков в слога, слогов — в слова, слов — в предложения. Порядок знакомства со звуками и буквами: а, у, м, т, н, х, ш, р, ы, о, с, я, к, і, п, в, з, ж, э, й, ь, е, б, д, ч, г, я, ў, ц, дз, ё, ю, ф, апостроф, дж. Текстовый материал букваря был в основном авторский, не адаптировался. Книга выделялась тонким поэтичным ощущением живого белорусского языка с его богатым лексико-грамматическим ладом, экспрессией, различностью игрового языкового материала (пословицы, поговорки, скороговорки, ребусы, загадки). Для детей он стал настоящей энциклопедией природы и жизни. Навык письма вырабатывался параллельно с читателем. С этой целью в букваре предлагались прописи букв, слов, предложений (кроме этого, в букваре имелись специальные тетради с прописями). Со вкусом оформленный букварь Клышки получил золотую медаль на Международной выставке в Лейпциге (1977). В постсоветских изданиях букваря автор использует собственную методику — начинать обучение с согласных: с, п, м, т, л, н, ш, р, к, д, а, я, у, і, х, б, (слоги с "у"), з, о, в, г, ч, ы, ж, ф, (слоги с "і"), э, й, ь, е, ц, ў, (слоги с "я"), дз, ё, ю, дж, апостроф.

### Сборники прозы для детей
- бел. «У лясах Белавежы» («В лесах Беловежи») (1975)
- бел. «Самая лепшая хатка» («Самый лучший домик») (1976)
- бел. «Вярэнька загадак» («Вязанка загадок») (1982)
- бел. «Францыск Скарына, альбо Як да нас прыйшла кніга» («Франциск Скорина, или Как к нам пришла книга») (1983)
- бел. «Шыльдбюргеры. Па-нямецку пачуў, па-беларуску збаяў А. Клышка» («Шильдбюргеры. По-немецки услышал, по-белорусски рассказал А. Клышко») (1983)
- «Свет через столетия» (на немецком, французском, английском языках; о Ф. Скорине) (1990)
- бел. «Прыгаршчы языкаломак» («Пригоршни скороговорок») (2011)
- бел. «Тысяча арэшкаў. Загадкі для дзяцей і дарослых» («Тысяча орешков. Загадки для детей и взрослых») (2012)

### Учебно-методическая литература
- бел. «Буквар» («Букварь») (1-е изд. 1969, переиздается по настоящее время)
- бел. «Пропісы да Буквара» («Прописи для Букваря») (1-е изд. 1969, переиздается по настоящее время)
- бел. Дапаможнік для 1 класа «Верасок» («Пособие для 1 класса „Верасок“») (1-е изд. 1978)
- бел. Чытанка для 4 класа з рускай мовай навучання «Чабарок» («Хрестоматия для 4 класса с русским языком обучения „Чабарок“») (1-е изд. 1989, переиздается по настоящее время)
- бел. «Беларуска-польскі размоўнік» («Белорусско-польский разговорник») (1992)
- рус. «Букварь» (1-е изд. 1999, переиздается по настоящее время)
- бел. «Elementarz» : Падручнік для падрыхтоўчых класаў агульнаадукацыйных школ з польскай мовай навучання («Elementarz» : Учебник для подготовительных классов с польским языком обучения) (2002)
- бел. «Чую, бачу, гавару» : Ілюстраваны слоўнік па беларускай мове для вучняў пачатковых класаў агульнаадукацыйных устаноў з беларускай і рускай мовамі навучання («Слышу, вижу, говорю») (1-е издание 2003, 2-е издание 2012)
- рус. «Литературное чтение»: Учебник для 4-го класса школ с русским языком обучения (1-е издание 2008, переиздается по настоящее время)

### Публицистика и критика
- бел. «Права на верш» («Право на стихотворение») (1967)

### Переводы
- Новый Завет (1990)
- Лонг бел. «Пастушыная гісторыя пра Дафніса і Хлою» («Пастушья история про Дафниса и Хлою») (перевод с древнегреческого языка, 1991)
- Гомер бел. «Адысея», выбраныя разделы-песні («Одиссея», избранные главы-песни) (перевод с древнегреческого языка, 2005)
- Библия. Новый Завет бел. «Новы Запавет» («Новый Завет») (перевод с греческого языка, 2014)
- Марциал Марк Валерий, «Избранные эпиграммы» (перевод с латинского языка, 2018)

## Награды
- Медаль Франциска Скорины
- Медаль «За трудовую доблесть»
- Медаль «Ветеран труда»
- Заслуженный работник культуры Республики Беларусь (1994)[2]
- Литературная премия имени Василя Витки за вклад в развитие детской литературы (2014)
- Отличник народного образования БССР
- Отличник образования СССР

Букварь А. К. Клышко награждался золотой медалью Международной Лейпцигской выставки в 1977 году, серебряной медалью на ВДНХ СССР, в 1999 году букварь получил первую премию на конкурсе «Учебник года».